# Пратоманьо
Пратоманьо (итал.  Pratomagno) — горный хребет в итальянской области Тоскана. 

## Описание
Представляет собой рельеф тосканских субапеннин. Отделяет регион Казентино от верхнего Вальдарно. Состоит в основном из глинистого известняка. Простирается более чем на 30 км от перевала Консума до равнины Ареццо в направлении с северо-запада на юго-восток. Своей максимальной высоты достигает в Кроче-ди-Пратоманьо (1592 м).